# كولن وارد
كولن وارد هو لاعب هوكي الجليد كندي، ولد في 5 سبتمبر 1970 في إدمونتون في كندا.

## وصلات خارجية
- كولن وارد على موقع HockeyDB.com (الإنجليزية)